# Renault Captur

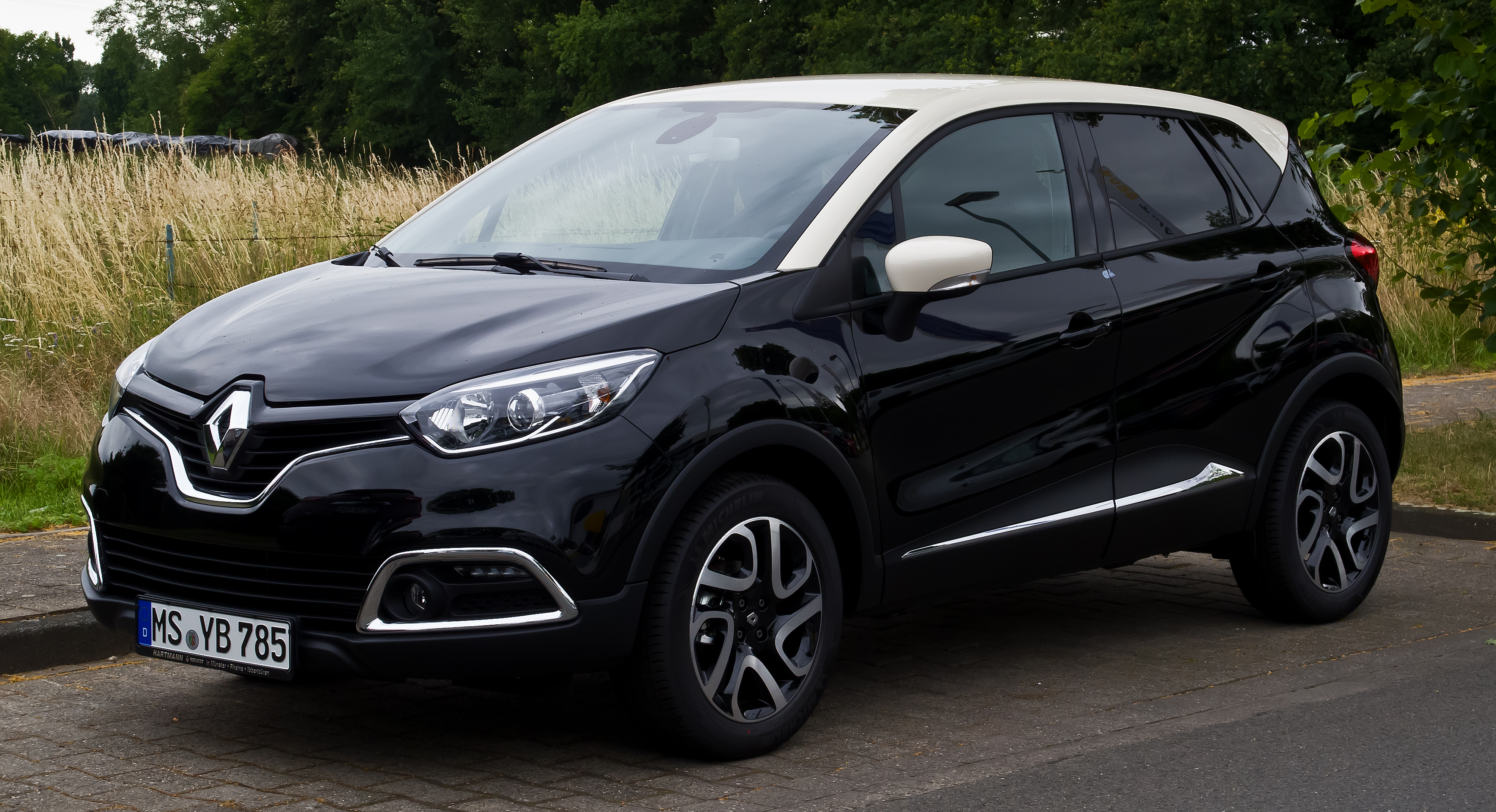
Renault Captur Luxe

El Renault Captur és un vehicle multisegment fabricat per la marca de cotxes francesa Renault. La versió de producció va debutar el 2013 al Saló de l'Automòbil de Ginebra i es va començar a comercialitzar l'abril del 2013 a França. El concepte Captur va ser mostrat per primera vegada en el Saló de Ginebra de 2011.